# نيكولا كورتويس
نيكولا كورتويس (بالفرنسية: Nicolas Courtois)‏ هو عالم تعمية ومهندس فرنسي وبولندي، ولد في 14 نوفمبر 1971 في Lębork ‏ في بولندا.

## وصلات خارجية
- الموقع الرسمي